# Rue de la Hache (Toulouse)
Pour les articles homonymes, voir Rue de la Hache.
La rue de la Hache (en occitan : carrièra de la Pigassa) est une voie de Toulouse, chef-lieu de la région Occitanie, dans le Midi de la France.

## Situation et accès

### Description
La rue de la Hache est une voie publique. Elle se trouve au sud du quartier des Carmes, dans le secteur  1 - Centre.
Longue de 86 mètres et large de seulement 3 à 4 mètres, elle naît perpendiculairement à la rue des Moulins. Après 27 mètres, elle oblique à gauche, reçoit l'impasse de la Hache à droite, puis se termine quelques mètres plus loin en rejoignant la rue des Moulins. Elle s'élargit à ce carrefour, qui reçoit également la rue de l'Homme-Armé, formant une petite place désignée au XVIe siècle comme la place de l'Homme-Armé ou du Sauvage.
La chaussée ne compte qu'une seule voie de circulation automobile en sens unique. Elle appartient à une zone de rencontre et la vitesse y est limitée à 20 km/h. Il n'existe pas de bande, ni de piste cyclable, quoiqu'elle soit à double-sens cyclable.

### Voies rencontrées
La rue de la Hache rencontre les voies suivantes, dans l'ordre des numéros croissants (« g » indique que la rue se situe à gauche, « d » à droite) :
1. Rue des Moulins
2. Impasse de la Hache (d)
3. Rue des Moulins

### Transports
La rue de la Hache n'est pas directement desservie par les transports en commun du réseau Tisséo. Elle se trouve cependant à proximité de la rue de la Fonderie, parcourue par la navette Ville. Au sud, sur la place Auguste-Lafourcade se trouve la station Palais-de-Justice, sur la ligne de métro  et les arrêts de la ligne de Linéo L4. Le long des allées Paul-Feuga se trouve le terminus des lignes de tramway  , ainsi que les arrêts de la ligne de bus 66. Enfin, à l'ouest, l'avenue Maurice-Hauriou est parcourue et desservie par la ligne de bus 44.
Les stations de vélos en libre-service VélôToulouse les plus proches sont la station no 48 (18 place du Salin) et la station no 50 (1 avenue Maurice-Hauriou).

## Odonymie
L'origine du nom de la rue de la Hache, relativement tardive puisqu'elle n'apparaît qu'au XVIIIe siècle, est encore mal déterminée. Il ne désignait alors que la deuxième partie de la rue, du croisement avec l'impasse de la Hache au carrefour de la rue des Moulins. Ce n'est qu'au milieu du XXe siècle que le nom actuel fut également donné à l'ancienne rue du Castel.
À la fin du Moyen Âge, la première partie de la rue, de la rue des Moulins à l'impasse de la Hache, était connue à la fin du XVe siècle comme la rue des Greniers-du-Moulin, car on y trouvait effectivement les greniers et les granges qui conservaient le grain et la farine du moulin du Château, tout proche. Au milieu du XVIe siècle, elle prit également le nom de rue des Azes, tout comme d'autres rues de la ville (l'actuelle rue des Azes et la rue du Puits-Vert), car on y accrochait les ânes (ases en occitan) qu'on utilisait pour la traction et le transport de marchandises. On lui connaît encore le nom de rue de Mérigon, car une auberge, qui appartenait à un certain Mérigon Combres, ouvrait dans la rue (actuel no 9). À partir du XVIIIe siècle, la rue prit finalement le nom du rue du Castel (castèl, « château » en occitan). Sauf en 1794, pendant la période révolutionnaire durant laquelle elle fut connue comme la rue des Avantages, elle porta ce dernier nom jusqu'au milieu du XXe siècle,.
La deuxième partie de la rue fut longtemps confondue avec l'impasse de la Hache. À la fin du XVe siècle, elles étaient désignées ensemble comme la rue de Guilhem-Érys, puis de la Tour-de-Vézian, à cause d'une tour de l'ancienne enceinte romaine qui se trouvait au fond du cul-de-sac et avait appartenu à un certain Guilhem Érys, avant d'être rachetée vers 1478 par Jean Vézian, membre d'une importante famille de capitouls des XVe et XVIe siècles originaire de Montauban. En 1550, la tour passa à Jacques d'Alary, coseigneur de Tanus (ou Thanus) et de Cabrespines, avocat au parlement, qui avait été capitoul en 1543-1544, et la rue prit son nom. Bernard Maigne, qui racheta en 1605 tous les anciens immeubles des Vézian et des Tanus, donna son nom à la rue à partir du XVIIIe siècle,.

## Histoire

### Époque contemporaine
En 1974 est ouvert, grâce à l'action de madame Bonal, conseillère municipale, le Centre d'hébergement et de réinsertion sociale (CHRS) dans les murs de l'ancienne Penne du Touril (actuel no 8). Il s'adresse particulièrement aux femmes victimes de violences sociales.

## Patrimoine et lieux d'intérêt
- no  2 : poste de police de Port-Garaud.

- no  8-10 : Centre d'hébergement et de réinsertion sociale (CHRS) Le Touril.
L'ensemble immobilier se compose de plusieurs immeubles, construits, réaménagés et rassemblés à des périodes différentes, entre les XVIe et XXe siècles, sur une parcelle de plus de 1 000 m² à l'angle de l'impasse de la Hache. Au XIXe siècle, il dépend de la communauté des sœurs de Marie-Réparatrice, établie depuis 1861 dans la maison Seilhan (actuel no 7 place du Parlement), puis il est occupé entre 1913 et 1933 par l'institution Sainte-Élisabeth, une pension privée pour jeunes filles[7]. Il abrite depuis 1974 le CHRS Le Touril[6]. 
L'immeuble de droite (actuel no 8) est construit au début du XVIIe siècle pour Antoine d'Hélyot[N 3], avocat, puis garde des sceaux au parlement. Il conserve au 1er étage deux fenêtres à meneaux en pierre d'un style Renaissance tardif, sculptées de fins pilastres à chapiteaux doriques et de feuillages. Au 2e étage, le corondage est en pan de bois à grille et à décharge, hourdé de brique[8]. 
L'immeuble de gauche (actuel no 10) est construit dans la première moitié du XVIe siècle, à l'emplacement de deux maisons, pour le conseiller au parlement Simon Reynier, en même temps que sa maison de la rue de l'Inquisition (actuel hôtel de Chalvet, no 12 place du Parlement), dont elle forme une dépendance. Au rez-de-chaussée, elle a conservé des fenêtres gothiques. La partie supérieure est construite en corondage[9].